# (145732) Kanmon
(145732) Kanmon est un astéroïde de la ceinture principale.

## Description
(145732) Kanmon est un astéroïde de la ceinture principale. Il fut découvert le 21 février 1995 à Kuma Kogen par Akimasa Nakamura. Il présente une orbite caractérisée par un demi-grand axe de 2,58 UA, une excentricité de 0,15 et une inclinaison de 3,7° par rapport à l'écliptique.

## Compléments